# Śmierć Słowackiego
Śmierć Słowackiego – artykuł wspomnieniowy napisany przez  poetę awangardy wileńskiej Jerzego Zagórskiego o poecie wojennej generacji Krzysztofie Kamilu Baczyńskim. Był publikowany na łamach prasy w roku 1947.
Zagórski wykazuje podobieństwa Baczyńskiego i Juliusza Słowackiego, takie jak np.: biografie ojców, wspólny antropologiczny rys, matki żywo zainteresowane rozwojem literackim synów, a przede wszystkim podobieństwo lotu. Uważa także, że Baczyński był największą indywidualnością poetycką od czasów Słowackiego, a przedwczesna śmierć obydwu jest równie wielką stratą dla kultury. Jako różnicę Zagórski podaje to, że Baczyński był żołnierzem i poległ w walce.
Kazimierz Wyka także pisał o Baczyńskim jako o Słowackim zabitym przed napisaniem Kordiana.